# Сунгари
Сунгари (Сунхуандзян) (на китайски: 松花江; на манджурски Sunggari ula; на руски: Сунгари) е река в Североизточен Китай, в провинции Дзилин и Хъйлундзян, десен приток на Амур. Дължина 1927 km, площ на водосборния басейн около 524 000 km². Река Сунгари води началото си на 1415 m н.в., под името Ердаодзян от платото Чанбайшан на английски: Changbai Mountains, в провинция Дзилин, в близост до границата със Северна Корея. До град Дзилин пресича северозападните части на Манджуро-Корейските планини в дълбока и тясна долина, като след устието на десния си приток Тоудаодзян тече вече под името Сунгари. След град Дзилин реката навлиза в равнината Сунляо, като запазва северозападното си направление. След устието на най-големия си приток Нендзян, рязко завива на изток, а след това на североизток. В равнината коритото на Сунгари се разделя на ръкави и силно меандрира. След град Харбин долината ѝ отново се стеснява, като протича между Манджуро-Корейските планини на юг и планината Малък Хинган на север. При град Дзямуси излиза от планините и до устието си тече през плоската и блатиста Сандзянска равнина, като отново коритото ѝ се дели на ръкави и силно меандрира. Влива се отдясно в река Амур, в района на град Тундзян, на 44 m н.в., на китайско-руската граница. Основни притоци: леви – Тоудаобайхъ, Сундзянхъ, Тоудаодзян, Хойфахъ (267 km), Инмахъ (387 km), Нендзян (1370 km), Хуланхъ (532 km), Танванхъ (492 km); десни – Фуерхъ, Лалинхъ (448 km), Ашихъ (257 km), Маихъ (341 km), Мудандзян (725 km). Подхранването ѝ е предимно дъждовно, с ясно изразено пролетно-лятно пълноводие, много често съпроводено с катастрофални наводнения. Среден годишен отток в устието 2470 m³/s. Река Сунгари носи огромно количество наноси. Замръзва през ноември, а се размразява през април. В горното ѝ течение (над град Дзилин) е изграден големият хидровъзел „Финман“ с мощна ВЕЦ и язовир с дължина над 150 km. Плавателна е за плитко газещи речни съдове до град Дзилин. Долината на Мудандзян е гъстонаселена, като най-големите селища са градовете Дзилин, Фуюй, Харбин, Мулан, Тунхъ, Илан, Танъюан, Дзямуси, Фудзин, Тундзян.

## Замърсяване
На 13 ноември 2005 г. в китайската провинция Дзилин в химическа фабрика стават серия взривове, в резултат на което в река Сунгари попадат 100 тона вредни химически вещества в това число бензен (канцерогенен) и нитробензен. Замърсени са водоизточници по пътя на реката и замърсяването стига до река Амур. През 2010 г. вследствие на наводнение в реката попадат няколко хиляди варела с взривоопасни вредни химикали – триметилхлорсилан.